# Фёдоров Двор (Фировский район)
Фёдоров Двор — деревня в Фировском районе Тверской области. Входит в состав Великооктябрьского сельского поселения.

## География
Деревня находится на межрайонной дороге «Великооктябрьский — Трестино — Жданово», на расстоянии 22 км к югу от посёлка городского типа Фирово, административного центра района.

### Часовой пояс
Деревня Фёдоров Двор, как и вся Тверская область, находится в часовой зоне МСК (московское время). Смещение применяемого времени относительно UTC составляет +3:00.

## История
Входила в состав Иванодворской волости Осташковского уезда. В 1859 году в деревне насчитывалось 42 двора и 164 жителя. В 2003 году построена часовня Николая Чудотворца.

## Население
| 2010 |
| ---- |
| 5    |